# Secutor hanedai
Secutor hanedai е вид лъчеперка от семейство Leiognathidae.

## Разпространение
Видът е разпространен в Индонезия, Малайзия и Тайланд.